# Orellana la Vieja (kommunhuvudort)
Orellana la Vieja är en kommunhuvudort i Spanien.   Den ligger i provinsen Provincia de Badajoz och regionen Extremadura, i den centrala delen av landet, 220 km sydväst om huvudstaden Madrid. Orellana la Vieja ligger 356 meter över havet och antalet invånare är 3 193.
Terrängen runt Orellana la Vieja är platt åt sydväst, men åt nordost är den kuperad. Runt Orellana la Vieja är det mycket glesbefolkat, med 7 invånare per kvadratkilometer. Närmaste större samhälle är Campanario, 17,3 km söder om Orellana la Vieja. Trakten runt Orellana la Vieja består till största delen av jordbruksmark.